# Trujillina spinipes
Espèce
Trujillina spinipes est une espèce d'araignées aranéomorphes de la famille des Ctenidae.

## Distribution
Cette espèce est endémique de République dominicaine,.

## Description
La femelle holotype mesure 9,5 mm.

## Publication originale
- Bryant, 1948 : The spiders of Hispaniola. Bulletin of the Museum of Comparative Zoology, vol. 100, p. 331-459 (texte intégral).